# Waischenfeld
Waischenfeld – miasto w Niemczech, w kraju związkowym Bawaria, w rejencji Górna Frankonia, w regionie Oberfranken-Ost, w powiecie Bayreuth. Leży w Szwajcarii Frankońskiej, nad rzeką Wiesent. 1 marca 2020 przyłączono do miasta 74,38 ha, pochodzące ze zlikwidowanego obszaru wolnego administracyjnie Langweiler Wald.
Miasto położone jest ok. 20 km na południowy zachód od Bayreuth, ok. 30 km na wschód od Bambergu i ok. 45 km na północny wschód od Norymbergi.

## Dzielnice
W skład miasta wchodzą następujące dzielnice: 
| - Aalkorb - Breitenlesau - Doos - Eichenbirkig - Gösseldorf - Hammermühle - Hannberg - Heroldsberg - Hubenberg - Köttweinsdorf - Kugelau - Langenloh - Löhlitz | - Nankendorf - Neusig - Pulvermühle - Rabeneck - Sauerhof - Saugendorf - Schafhof - Schönheid - Schönhof - Seelig - Siegritzberg - Zeubach - Waischenfeld |

## Zabytki i atrakcje
- zamek Waischenfeld
- wieża Steinerner Beutel
- miejski Kościół Parafialny pw. Jana Chrzciciela (Johannes der Täufer)
- Kaplica pw. św. Wawrzyńca (St. Laurentius) oraz pw. św. Michała (St. Michael)
- Kaplica św. Anny (St. Anna)
- co roku w lipcu organizowany jest festiwal Rock in der Burg (pol. Rock w zamku)

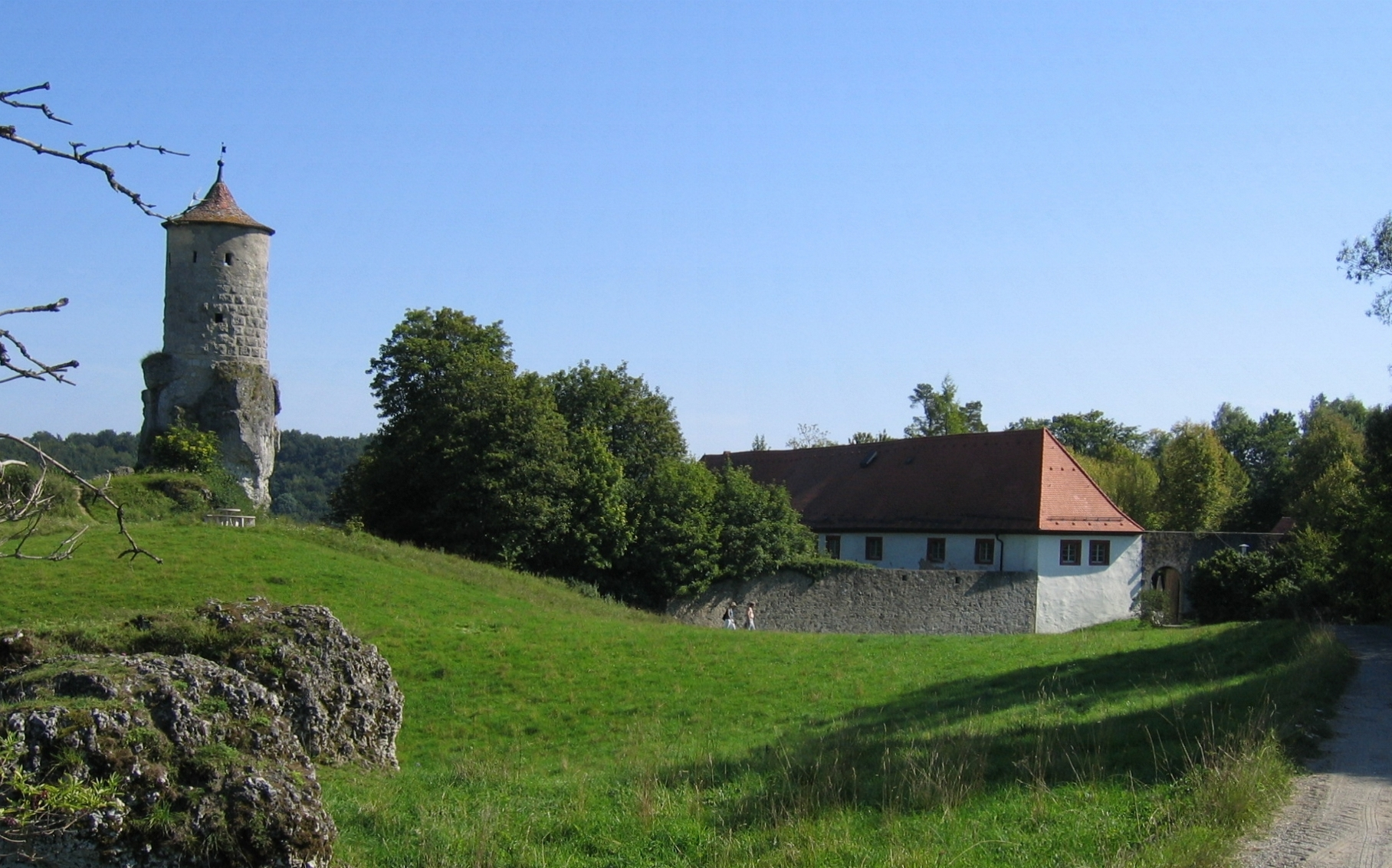
Zamek Waischenfeld, wieża Steinerner Beutel

## Osoby urodzone w Waischenfeldzie
- Friedrich Nausea (1496–1552) - biskup Wiednia
- Anton Sterzl - filozof, historyk